# Nelson Loyola
Pour les articles homonymes, voir Loyola.
Nelson Loyola Torriente, né le 3 août 1968, est un escrimeur cubain.

## Carrière
Avec l'équipe de Cuba, Nelson Loyola remporte le bronze aux championnats du monde 1989. C'est sa première médaille internationale. Il connaîtra également l'or mondial en 1997 au Cap.
Aux Jeux olympiques de Sydney en 2000, l'équipe de Cuba, dont Loyola fait partie, crée la surprise en battant l'Allemagne en quarts de finale. Les cubains sont ensuite éliminés par l'équipe de France, mais remportent le bronze face à la Corée du Sud (45-31).
Toujours par équipes, Loyola remporte deux fois l'or aux Jeux panaméricains, en 1999 et 2003, mais aussi l'argent au fleuret, en 2003 également.
Il est maintenant maître d'armes dans le club E3F de Thionville (escrime 3 frontières).

## Palmarès
Sauf mention contraire, les médailles suivantes ont été obtenues à l'épée
- Jeux olympiques
  -  Médaille de bronze par équipes aux Jeux olympiques de 2000 à Sydney

- Championnats du monde d'escrime
  -  Médaille d'or par équipes aux championnats du monde d'escrime 1997 au Cap
  -  Médaille de bronze par équipes aux championnats du monde d'escrime 1999 à Séoul
  -  Médaille de bronze par équipes aux championnats du monde d'escrime 1989 à Denver

- Jeux panaméricains
  -  Médaille d'or par équipes aux Jeux panaméricains de 2003 à Saint-Domingue
  -  Médaille d'or par équipes aux Jeux panaméricains de 1999 à Winnipeg
  -  Médaille de bronze au fleuret par équipes aux Jeux panaméricains de 2003 à Saint-Domingue